# اندرو پروت
اندرو پَـروت (انگلیسی: Andrew Parrott؛ زادهٔ ۱۰ مارس ۱۹۴۷) رهبر ارکستر اهل بریتانیا است که به سبب «اجراهای آگاهانه تاریخی» از موسیقی‌های پیش-کلاسیک خود شهرت دارد. او در حوزهٔ موسیقی کلاسیک معاصر هم فعالیت دارد و آثاری جدیدی نیز با همکاری آهنگسازان معاصر بریتانیایی همچون جان تاونر و ولادیمیر گدار منتشر کرده‌است.
او پژوهش‌های متعددی بر روی یوهان سباستیان باخ، کلودیو مونته‌وردی و هنری پرسل داشته که آنها را منتشر نموده‌است. وی نویسنده کتاب «چکیدهٔ کُرال‌های باخ» است که حاصل همکاری او با جاشوا ریفکین است و ثابت می‌کند اجراهای کرال بزرگ باخ، با تعداد محدودی خوانندهٔ تک‌خوان صورت پذیرفته‌است. این رویکرد به‌طور قابل توجهی نیروهای به کار گرفته شده در اجرای آثار کرال باخ را کاهش می‌دهد، زیرا اساساً گروه کر را حذف می‌کند.